# محمد سالم حمدون
محمد سالم حمدون ، لاعب كرة قدم إماراتي سابق.
و قد كان يلعب مع نادي الأهلي.
و قد لعب مع منتخب الإمارات لكرة القدم.

## كأس الخليج 1982
و قد سجل هدف في مرمى منتخب عمان لكرة القدم.